# Salvia verticillata
Espèce
Salvia verticillata, la Sauge verticillée, est une espèce de plantes à fleurs de la famille des Lamiacées. C'est une plante herbacée vivace originaire d'Eurasie.

## Liste des sous-espèces et formes
Selon Tropicos (27 mars 2015) (attention liste brute contenant possiblement des synonymes) :
- Salvia verticillata subsp. amasiaca (Freyn & Bornm.) Bornm., Bull. Herb. Boissier, sér. 2 (1908)
- Salvia verticillata subsp. verticillata
- Salvia verticillata forme natronata Simonk.